# Ивана Крунић
Ивана Крунић (Београд, 12. јануар 1990) српска је певачица.

## Биографија
Ивана Крунић рођена је 12. јануара 1990. године у Београду, а музиком је почела да се бави са десет година, док је певала на такмичењу у основној школи коју је похађала. Иако се раније бавила манекенством и новинарством, увидела је да јој је музика највећа љубав, па је уписала нижу Музичку школу Коста Манојловић на смеру соло певање, коју је успешно завршила заједно са Земунском гимназијом. После средње, уписује Универзитет Сингидунум, на смеру за маркетинг и трговину. Године 2010. остварила је прву успешну музичку сарадњу са репером Др. Игијем, као женски вокал на његовом концерту.
Касније, са певачем Ша снимила дуетске песме „Биг бос”, „Бед бој” и „Испод крила”, као и  демо верзију песме „Слажи ме још једном” са Аринди Ем-Сијем (овај дует је касније купила и отпевала Катарина Живковић) и „Сад знам” са Ди Манком, као и песму „Као кокаин” са групом Елитни одреди. У новембру 2010. године постала је део групе Луна, заједно са Лидијом Јаџић, где је избацила три албума као део групе. Године 2017. излази из групе Луна и започиње соло каријеру. Године 2019. улази у ријалити-шоу Задруга 3.
Дискографија
Албуми (као чланица групе Луна)
- Sex on the beach (2010)
- Луна 10 (2012)
- 011 (2014)

Синглови (као соло извођач)
- Никад нисам имао /као кокаин - демо верзија са Елитним одредима (2010/2011)
- Испод крила (2011) са Ша
- Бг бос (2011) са Ша
- Пијана синоћ (2017)
- Брат на брата (2018) дует са Теом Таировић
- Женски чопор (2018)
- ПМС (2018)
- Кризирам (2020) дует са Адобелијем
- Фама (2020)
- Варала (2020)
- Музика (2021) дует са Мирком Гаврићем
- Само желим да знам (2010/2021) са Ди Монком
- Бивша жена (2022)
- Јуначке груди (2022)
- Јој мама (2022)
- Мало фали да полудим (2023) обрада песме Ерне Џебе
- Нема лажи, нема преваре (2024) дует са Марком Ванилом